# Bill Mumy
Charles William Mumy Jr., detto Bill (San Gabriel, 1º febbraio 1954), è un attore e musicista statunitense, che negli anni sessanta ha avuto una importante carriera di attore bambino al cinema e alla televisione, per poi essere conosciuto a partire dagli anni settanta soprattutto per la sua attività di musicista.

## Biografia
Bill Mumy nasce a San Gabriel, in California nel 1954 da Charles William Mumy, allevatore di bestiame, e Muriel Gertrude Gould Mumy.
Dopo una prima partecipazione nel 1957 in un episodio della serie televisiva Wire Service, Biil inizia la sua intensa carriera professionale di attore bambino dal 1960, dall'età di sei anni, prendendo parte a numerosi episodi in popolari serie televisive, fra cui Il magnifico King (1960), Alfred Hitchcock presenta (1961-1962), Going My Way (1962), L'ora di Hitchcock (1962), Perry Mason (1963), Undicesima ora (1964).
Di rilievo è la sua partecipazione a tre episodi della serie Ai confini della realtà: Chiamata a lunga distanza (marzo 1961), nel ruolo del nipotino che comunica con la nonna morta attraverso un telefono giocattolo; Un piccolo mostro (novembre 1961), come un bambino che terrorizza la città con i propri poteri psichici; e In onore di Pip (settembre 1963), in cui appare come una visione del figlio morente di Jack Klugman, da lui a lungo trascurato.
Partecipa anche ad alcune produzioni cinematografiche, dapprima in piccoli ruoli, ma poi come protagonista nel 1965 del film Erasmo il lentigginoso, un adattamento cinematografico del romanzo Erasmus, nel quale interpreta la parte di un bambino prodigio, un genio della matematica, che sviluppa una cotta per l'attrice Brigitte Bardot (che nel film impersona se stessa). I suoi genitori, interpretati da James Stewart e Glynis Johns, hanno non poche difficoltà nel gestire l'ossessione del figlio.

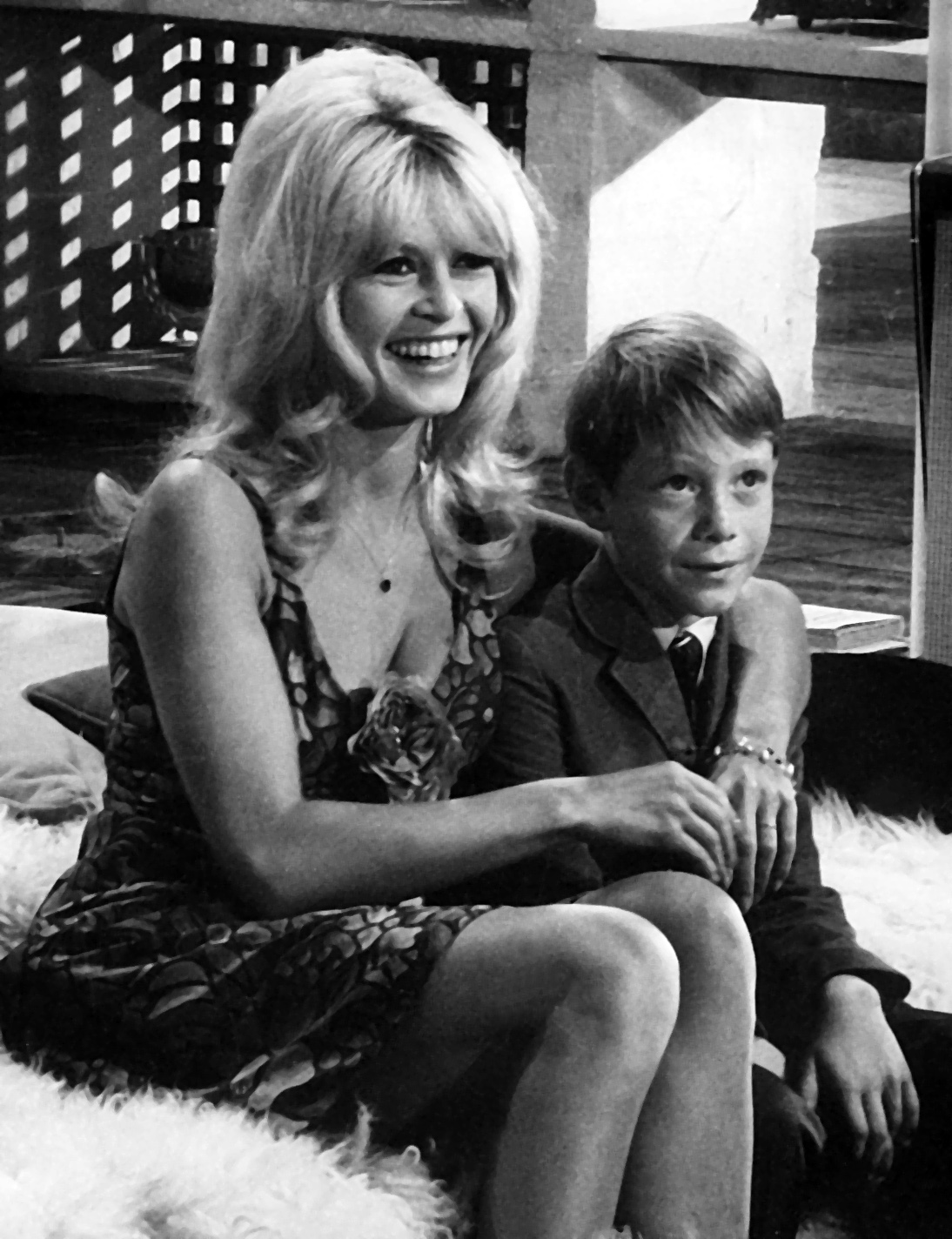
Bill Mumy con Brigitte Bardot in Erasmo il lentigginoso (1965)

Divenuto una presenza familiare al pubblico americano, nel periodo 1965-1968 è tra i protagonisti della popolare serie televisiva sci-fi Lost in Space, dove interpreta Will, il più giovane dei tre figli della famiglia Robinson.
La sua carriera di attore bambino si conclude con la partecipazione al film per famiglie della Disney Rascal, l'orsetto lavatore (1969).
Da giovane attore ha parti di rilievo nel film Bless the Beasts & Children (1971) e in Papillon (1973). Pur non rinunciando mai completamente alla carriera di attore i suoi interessi si spostano sempre più sulla musica.
Mumy è un musicista professionista che suona il banjo, basso, chitarra, armonica, tastiere, mandolino, e percussioni. I suoi vari crediti musicali includono canzoni che ha scritto e registrato con la band America, eseguiti in tour con Shaun Cassidy, ed eseguiti con la band di Rick Springfield nel film Hard to Hold. Mumy ha realizzato da solista una serie di CDs, tra cui Dying to Be Heard, In the Current, Pandora's Box, After Dreams Come True, Los Angeles Times and Ghosts, così come nove album con il proprio partner musicale Robert Haimer con il quale dal 1970 ha formato il duo rock demenziale Barnes & Barnes sotto lo pseudonimo di Art Barnes. Il loro successo più famoso è la canzone Fish Heads, che la rivista Rolling Stone ha nominato uno dei 100 migliori video di tutti i tempi. È stato un candidato agli Emmy Awards per la musica originale in Adventures in Wonderland (1991), come solista, e come metà del duo Barnes & Barnes.
Mumy si esibisce anche con i Jenerators, una blues-rock band con base a Los Angeles con Tom Hebenstreit alla voce, chitarre elettriche e tastiere; Mumy alla voce, chitarre acustiche ed elettriche, armonica, tastiere e percussioni; Gary Stockdale alla voce e contrabbasso; Miguel Ferrer alla voce, percussioni e tamburi; David Jolliffe alla chitarra, percussioni e voce; e Chris Ross alla batteria e percussioni. Inoltre, Mumy ha pubblicato una canzone in onore di Byrds, When Roger Was Jim (2012). Mumy produce e conduce The Real Good Radio Hour, un programma settimanale su KSAV Internet Radio concentrandosi su vari stili musicali e gli artisti che li hanno promossi.
Come attore, Mumy ha continuato a prendere parte a episodi di serie televisive e ha prestato numerose volte la propria voce a documentari, film di animazione e spot pubblicitari. È ancora particolarmente attratto da ruoli nei film di fantascienza. Dal 1994 al 1998 ha partecipato alla serie televisiva Babylon 5, interpretando il ruolo di Lennier in numerosi episodi, e formando con alcuni membri del cast anche una band musicale, The Be Five.

## Vita privata
È sposato con Eileen e padre dell'attrice Liliana Mumy, e di Seth Mumy, anch'egli attore, apparso nel film Tre desideri (1995).

## Filmografia

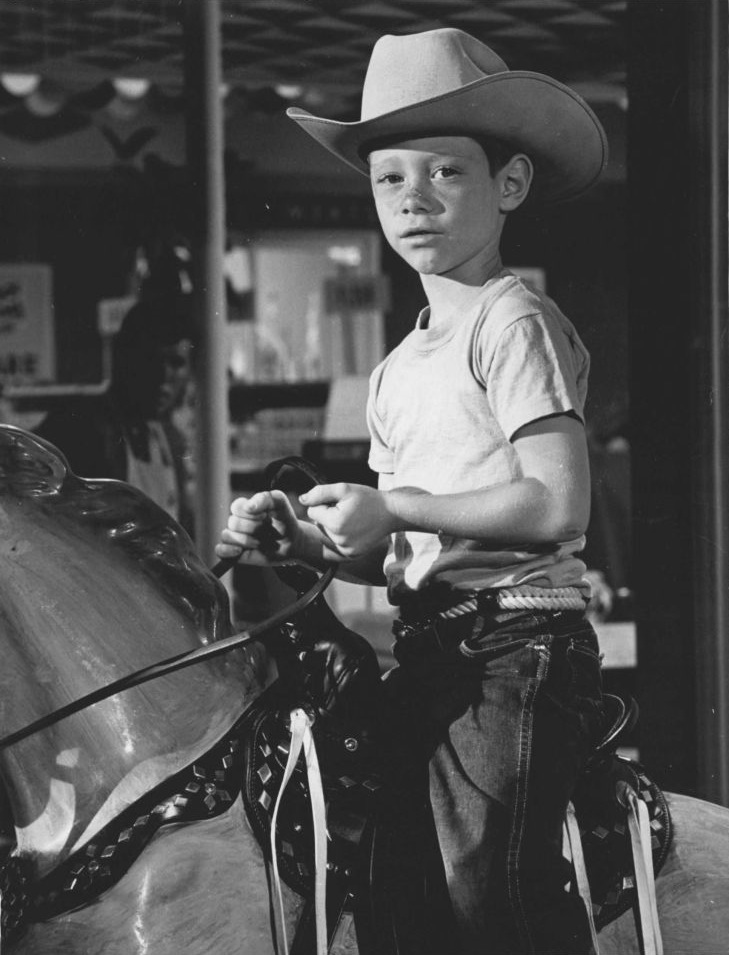
Billy Mumy in Alfred Hitchcock Presents (1961)

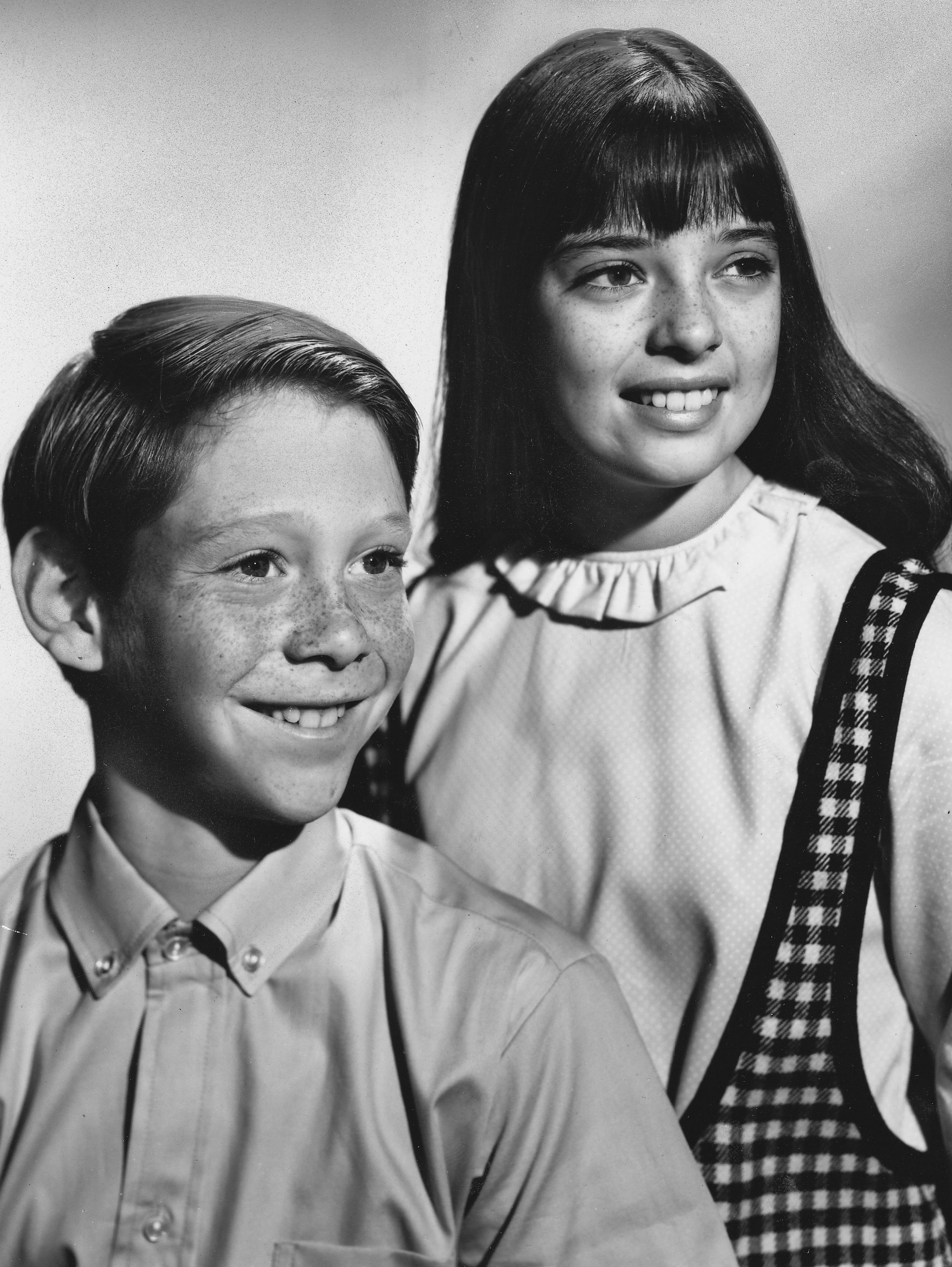
Billy Mumy con Angela Cartwright in Lost in Space (1965)

Questa lista è suscettibile di variazioni e potrebbe essere incompleta o non aggiornata.

### Cinema
- Alì mago d'oriente (The Wizard of Baghdad), regia di George Sherman (1960)
- Dimmi la verità (Tammy Tell Me True), regia di Harry Keller (1961)
- Gli esclusi (A Child Is Waiting), regia di John Cassavetes (1963)
- Le astuzie della vedova (A Ticklish Affair), regia di George Sidney (1963)
- Giorni caldi a Palm Springs (Palm Springs Weekend), regia di Norman Taurog (1963)
- Erasmo il lentigginoso (Dear Brigitte), regia di Henry Koster (1965)
- Quattordici o guerra (Wild in the Streets), regia di Barry Shear (1968) - non accreditato
- Rascal, l'orsetto lavatore (Rascal), regia di Norman Tokar (1969)
- Bless the Beasts & Children, regia di Stanley Kramer (1971)
- Papillon, regia di Franklin J. Schaffner (1973)
- Una rockstar in cerca d'amore (Hard to Hold), regia di Larry Peerce (1984)
- Capitan America (Captain America), regia di Albert Pyun (1990)
- Doppio guaio a Los Angeles (Double Trouble), regia di John Paragon (1992)
- Tre desideri (Three Wishes), regia di Martha Coolidge (1995)
- Holly Hobbie and Friends: Surprise Party, regia di Mario Pilosu (2005)

### Televisione
- Wire Service – serie TV, episodio 1x37 (1957)
- La famiglia Potter (The Tom Ewell Show) - serie TV, episodio 1x05 (1960)
- Il magnifico King (National Velvet) – serie TV, episodio 1x13 (1960)
- General Electric Theater – serie TV, episodio 10x14 (1961)
- Il padre della sposa (Father of the Bride) – serie TV, episodio 1x13 (1961)
- Going My Way – serie TV, episodio 1x11 (1962)
- Alfred Hitchcock presenta (Alfred Hitchcock Presents) – serie TV, episodi 7x02-7x15 (1961-1962)
- Ai confini della realtà (The Twilight Zone) – serie TV, episodi 2x22-3x08-5x01 (1961-1963)
- L'ora di Hitchcock (The Alfred Hitchcock Hour) – serie TV, episodio 1x08 (1962)
- Have Gun - Will Travel – serie TV, episodio 5x37 (1962)
- Carovane verso il West (Wagon Train) - serie TV, episodio 6x15 (1962)
- The Dick Powell Show – serie TV, episodio 1x18 (1962)
- The Wide Country – serie TV, episodio 1x01 (1962)
- Perry Mason - serie TV, episodio 7x02 (1963)
- The Greatest Show on Earth – serie TV, episodio 1x13 (1963)
- Vita da strega (Bewitched) - serie TV, episodio 1x15 (1964)
- The Adventures of Ozzie and Harriet - serie TV, 3 episodi (1964)
- Il virginiano (The Virginian) – serie TV, episodio 3x28 (1965)
- Ben Casey – serie TV, episodio 4x29 (1965)
- Strega per amore (I Dream of Jeannie) - serie TV, episodio 1x11 (1965)
- I mostri (The Munsters) - serie TV, episodio 1x25 (1965)
- Lost in Space – serie TV, 84 episodi (1965-1968)
- The Two of Us, regia di Claudio Guzman (1966) – film TV
- Lancer - serie TV, episodio 2x03 (1969)
- Arrivano le spose (Here Come the Brides) - serie TV, episodio 2x15 (1970)
- Agenzia Rockford (The Rockford Files) - serie TV, episodio 1x01 (1974)
- Sunshine - serie TV, 15 episodi (1975)
- Ai confini della realtà (Twilight Zone: The Movie), regia di Joe Dante, Steven Spielberg, John Landis, George Miller (1983)
- Alfred Hitchcock presenta (Alfred Hitchcock Presents) – serie TV (1985)
- Matlock – serie TV, episodio 2x21 (1988)
- Flash (The Flash) – serie TV, episodio 1x20 (1991)
- Superboy - serie TV, 3 episodi (1991)
- Star Trek: Deep Space Nine – serie TV, episodio 7x08 (1998)
- Babylon 5 – serie TV, 109 episodi (1994-1998)
- The Twilight Zone – serie TV, episodio 1x31 (2003)
- Crossing Jordan – serie TV, episodio 5x15 (2006)
- Lost in Space - serie TV, 2 episodi (2018)

## Discografia solista
- 1997 – Dying to Be Heard
- 1999 – In the Current
- 2000 – Pandora's Box
- 2001 – After Dreams Come True
- 2003 – Ghosts
- 2006 – With Big Ideas
- 2007 – The Landlord or the Guest
- 2008 – Circular
- 2009 – Carnival Sky
- 2009 – Speechless

## Riconoscimenti

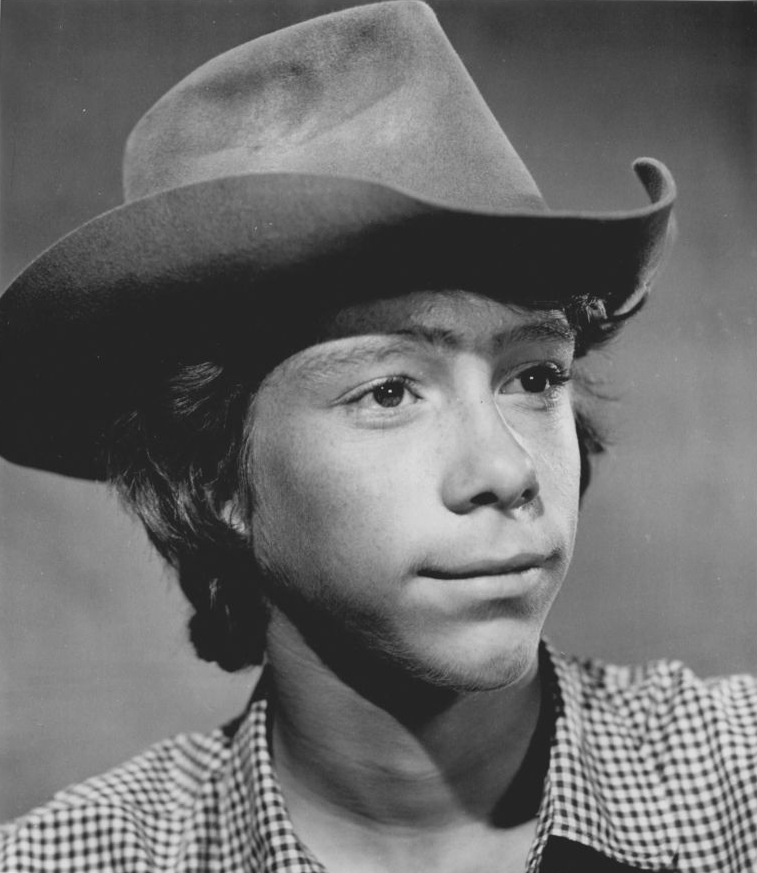
Bully Mumy in Lancer (1969)

- Young Hollywood Hall of Fame[6]

## Doppiatori italiani
Nelle versioni in italiano delle opere in cui ha recitato, Bill Mumy è stato doppiato da:
- Vittorio Stagni in Alfred Hitchcock presenta[7]
- Gaetano Varcasia in Babylon 5[8]
- Andrea Lavagnino in Shockwave - L'attacco dei droidi
- Federico Fallini in Rascal, l'orsetto lavatore (doppiaggio tardivo)[9]
- Daniele Barcaroli in Babylon 5 (ridoppiaggio)[8]